# Парк, Джон (генерал)
Джон Грабб Парк (англ. John Grubb Parke; 22 сентября 1827, Котсвилл, Пенсильвания — 16 декабря 1900, Вашингтон) — американский военный инженер и генерал армии Союза в годы гражданской войны. Его служба часто была связана с генералом Эмброузом Бернсайдом, при котором Парк часто служил начальником штаба. Парк так же проявил себя на поле боя во время Северокаролинской экспедиции, при осаде Виксберга, и в сражении при Форт-Стедман.

## Ранние годы
Парк родился в Коатесвилле, округ Честер, в Пенсильвании, в семье Фрэнсиса и Сары Парк. В 1849 году он окончил академию Вест-Пойнт и был определён временным вторым лейтенантом в инженерный корпус американской армии. Был направлен в должности инженера для определения границ между штатами Айова и Миннесота, а в 1851—1852 годах служил в Нью-Мексико. 18 апреля 1854 года получил постоянное звание второго лейтенанта.
1 июля 1856 ода получил звание первого лейтенанта.
В качестве инженера он исследовал маршрут прокладки железной дороги от Миссисипи к Тихому Океану, а также исследовал границу между США и британской Северной Америкой в 1857—1861 годах.

## Гражданская война
В начале гражданской войны, 23 ноября 1861 года, Парк было присвоено звание бригадного генерала добровольческой армии, и он командовал бригадой во время операций в Северной Каролине в начале 1862 года — участвовал в сражении при Роанок-Айленд и при Нью-Берне. 14 марта 1862 года участвовал в бомбардировке форта Макон, за что 26 апреля получил временное звание подполковника регулярной армии.
18 июля 1862 года ему было присвоено звание генерал-майора добровольческой армии.
Парк попал в IX корпус Потомакской армии и недолго прослужил командиром 3-й дивизии. Позже он служил начальником штаба корпуса — во время сражения при Энтитеме и сражения при Фредериксберге. 19 марта 1863 он принял командование IX корпусом и был послан на запад, где участвовал в Виксбергской кампании. Осенью, при обороне Ноксвилла, он снова стал начальником штаба корпуса при Бернсайде.
Парк оставался на должности начальника штаба IX корпуса, когда корпус был задействовал в Вирджинии в Оверлендской кампании, однако Парк несколько раз брал отпуск по болезни. Когда Бенсайда отстранили от командования за неудачу в сражении у Кратера, Парк временно принимал командование корпусом.
С 4 июля по 13 августа 1864 года командовал IX корпусом. 13 марта 1865 года получил временное звание бригадного генерала регулярной армии за отличие при Ноксвилле, и тот же день — временное звание генерал-майора за сражение при Форт-Стедман.

## Послевоенная деятельность
Когда завершилась война, Парк командовал IX корпусом в Вашингтонском департаменте. Он также временно командовал XXII корпусом. 15 января 1866 году он покинул добровольческую армию.
Впоследствии он служил инженером и 4 марта 1879 года получил звание подполковника инженерных войск, а 17 марта 1884 года — звание полковника. С 28 августа 1887 по 24 июня 1889 года он служил суперинтендантом академии Вест-Пойнт, а 2 июля 1889 года покинул регулярную армию.
Парк умер в Вашингтоне. Детей у него не осталось. Его похоронили у церкви St. James the Less в Филадельфии.

## Работы
- Extracts from opinions of attorneys-general of U.S. concerning acquisition of land; bridges; certificate of Government titles; cession of jurisdiction; compensation of counsel; contracts; disbursing officers; execution of laws; harbor improvements; miscellaneous subjects; obstruction to navigation; public property; riparian rights; sales of public property; soil under navigable waters; South Pass, Mississippi River; Washington Aqueduct; and Washington City, Washington: G.P.O., 1882.
- Extracts from the reports of decisions of the Supreme Court of the United States concerning navigable waters, riparian proprietors, bridges, boundaries between states, eminent domain, title to certain lots in Washington City, and contracts, Washington: G.P.O., 1882.
- Laws of the United States relating to the construction of bridges over navigable waters of the United States, 2nd ed., Washington, D.C.: G.P.O., 1887—1893.
- Laws of the United States relating to the improvement of rivers and harbors: from August 11, 1790 to March 3, 1887, with a tabulated statement of appropriations and allotments, Washington: G.P.O., 1887.
- Message … communicating … information with regard to the present condition of the work marking the boundary, pursuant to the first article of the treaty between the United States and Great Britain of June 15, 1846, Washington, D.C.: G.P.O., 1860.
- (with William H. Emory) Report of explorations for that portion of a railway route near the 32d parallel of latitude, lying between Dona Ana, on the Rio Grande, and Pimas Villages, on the Gila, 1855, Washington, D.C.: Corps of Topographical Engineers, 1859.